# Мохамед Шели
Мохамед Шели (персијски:محمدشلي, романизовано Moḩammad Shelī) је село у Сокманабад руралној области, област Сафајех, Хојски округ, покрајина Западни Азербејџан, Иран. Према попису из 2006. године, популација овог места износила је 31 лице у 9 породица.